# Правила запобігання зіткненню суден у морі
ПЗЗС (МПЗЗС) — (Міжнародні) Правила запобігання зіткненню суден у морі (англ. International Rules of Preventing Collision at Sea, COLREGS) — універсальний міжнародний договір (конвенція), учасниками якого є 153 держави, в тому числі Україна. Конвенція покликана уніфікувати правила запобігання зіткненню суден у морі.

## Створення
Діючі Міжнародні Правила 1972 року (МПЗЗС-72) є додатком до Конвенції про Міжнародні правила запобігання зіткненню суден у морі, прийнятої в 1972 році в Лондоні на Міжнародній конференції. Спочатку Правила були складені англійською і французькою мовами, причому обидва примірники були однаково автентичними. Одночасно з цим були підготовлені офіційні переклади Правил на російську та іспанську мови.
Конвенція про МПЗЗС набрала чинності 15 липня 1977 року. У МПЗЗС-72 вносили зміни в 1981, 1987, 1989, 1993, 2001 і 2007 роках.

## Застосування
Правила ЗЗС, прийняті до 1974 року, мали тільки рекомендаційний характер, виконання ж МПЗЗС-72 є обов'язковим на підставі міжнародної угоди. Згідно з Правилом 2, ніщо в МПЗЗС не може звільнити ні судно, ні його власника, ні капітана, ні екіпаж від відповідальності за наслідки, які можуть статися від невиконання МПЗЗС-72. Небезпеки плавання і зіткнення при особливих обставинах (включаючи особливості самих суден) можуть викликати необхідність відступити від МПЗЗС для уникнення безпосередньої небезпеки. Правила застосовуються тільки у випадках, коли виникає небезпека зіткнення. Якщо ж судна знаходяться на виду один у одного і йдуть такими курсами і з такими швидкостями, що це не створює загрозу руху або небезпеку зіткнення, правила не використовуються.
МПЗЗС поширюються на всі судна у відкритому морі і з'єднаних з ним водах, якими можуть плавати морські судна. Однак, прибережні держави можуть встановлювати особливі правила плавання у внутрішніх водах (як, наприклад Правила судноплавства на внутрішніх водних шляхах України), але міжнародна конвенція говорить, що вони повинні бути наближені до МПЗЗС наскільки це можливо. Таким чином знання МПЗЗС є необхідним для судноводія.

## Структура МПЗЗС-72
МПЗЗС-72 складаються з шести частин і чотирьох додатків :
- Частина A — Загальні положення (правила 1-3). У частині визначається область дії МПЗЗС і вводяться основні визначення;
- Частина B — Правила плавання і маневрування (правила 4-19 розділені на 3 розділи). У частині вводяться регламенти на порядок плавання і маневрування в різних умовах видимості, в тому числі виконання типових маневрів розходження, обгону, зближення, перетину курсу, плавання в вузьких проходах і т. д .;
- Частина C — Вогні і знаки (правила 20-31). У частині визначаються порядок розміщення на судні вогнів і знаків і правила користування ними;
- Частина D — Звукові і світлові сигнали (правила 32-37). У частині встановлюються регламенти на оснащення суден звуковими і світловими сигналами і порядок подачі їх в залежності від ситуації;
- Частина E — Вилучення (правило 38). У частині наводяться правила, що стосуються суден, побудованих до 1977 року;
- Частина F —  Перевірка відповідності з положеннями Конвенції (вступила в силу з 1 січня 2016 року, Резолюція А.1085 (28) (правила 39-41)
- Додаток I — Розташування і технічні характеристики вогнів і знаків;
- Додаток II — Додаткові сигнали для риболовних суден, зайнятих ловленням риби поблизу один одного;
- Додаток III — Технічні характеристики звукосигнальних пристроїв;
- Додаток IV — Сигнали лиха.